# Blade Runner: Sní androidi o elektrických ovečkách?
Sní androidi o elektrických ovečkách? (Do Androids Dream of Electric Sheep?) je sci-fi román amerického spisovatele Philipa K. Dicka z roku 1968. Jako základ pro napsání románu posloužila autorovi jeho povídka o krabičce empatie z roku 1964 The Little Black Box (Černá krabička). Název českého vydání Blade Runner: Sní androidi o elektrických ovečkách? je odvozen od slavného filmu režiséra Ridleyho Scotta Blade Runner, natočeného podle tohoto románu. Román byl nominován roku 1968 na cenu Nebula.

## Obsah románu
Román se odehrává v San Francisku po světové nukleární válce. Vzduch je plný radioaktivního prachu a jeho mraky nepropouští sluneční paprsky k povrchu Země. Půda je kontaminována a většina zvířat téměř nebo úplně vyhynula. V polorozpadlých domech měst přežívá část lidstva, která ještě neemigrovala na Mars před zhoubnými následky války, jež lidem narušují genetickou výbavu. Proto jsou nutné pravidelné měsíční zdravotní prohlídky, při nichž může být člověk označen za „speciála“ a odvržen tak na okraj společnosti. Za společenskou normu se považuje starat se o domácího mazlíčka. Protože živé zvíře je velmi drahé, musí je chudší lidé nahradit jeho dokonalou umělou napodobeninou. Vlastnit živé zvíře je ale měřítkem úspěšnosti. Pokud je o někom zjištěno, že vlastní něco umělého, je na něj pohlíženo s velkým despektem.
Špičkové firmy, které vyrábějí umělé domácí mazlíčky, vyrábějí na Marsu organické androidy, tzv. „andíky“, jejichž úkolem je pomáhat lidem na nehostinné planetě budovat novou společnost. Tito androidi jsou fyzicky k nerozeznání od lidí a s pomocí nové mozkové jednotky Nexus-6 se k nim přibližují i duševně. Chovají se jako lidé, mají emoce a především touží po svobodě. Proto se množí případy, že android zabije svého pána a uprchne na Zemi, protože zde nebude dostávat rozkazy k otrocké práci. Androidi jsou vyráběni jako dospělí lidé s vysokou inteligencí, díky které se u nich projevuje intelektuální arogance. Žijí však pouhé čtyři roky a kromě omezené délky života jim chybí také empatie a soucit. Z toho důvodu jsou přirozenými zabijáky. Proto je jim zakázán pobyt na Zemi a ti, kterým se na Zemi podaří uprchnout, jsou pronásledování a likvidováni (posláni na odpočinek) nájemnými lovci. K jejich odhalení slouží tzv. Voight-Kampffův test, založený právě na jejich nedostatku empatie, tj. na slabší reakci na utrpení zvířat a jiných lidí.
O vliv na Zemi spolu soupeří televizní show „Kámoše Bustera a jeho Přátelských přátel“ a nové náboženství zvané mercerismus, kdy se lidé pomocí zařízení zvaného krabička empatie vciťují do trpitele Wilbura Mercera, který se belhá po kamenitém svahu na vrcholek hory a je kamenován nehmotným zlem. Na vršku podobném Golgotě se týrání zhoršuje, Mercer umírá a sestupuje do podsvětí, odkud se povznáší a zároveň s tím oživuje zničený život. Buster i jeho přátelé jsou pravděpodobně androidi a podaří se jim odhalit mercerismus jako naprostý podvod. Kamenitý svah je postaven ve filmovém studiu, kolem jsou kulisy a Mercer sám je pak starý opilec najatý na roli trpícího spasitele. Mercerismus ve skutečnosti slouží jako pouhý nástroj politiků ke kontrole obyvatelstva. V androidech to vyvolá myšlenku, že pokud je mercerismus podvod, může být umělá i empatie. Lidé se však od mercerismu neodvracejí, protože v něm stále zůstává cosi nadpřirozeného a útěšného.
Celý příběh románu se odehrává jeden den. Hlavním hrdinou vyprávění je Rick Deckard, jeden z nejlepších lovců androidů, který je zaměstnán jako agent sanfranciské policie. Právě převzal případ týkající se skupinky šesti androidů nejnovějšího typu řady Nexus-6, kteří jsou od člověka k nerozeznání. Těší se na to, že díky odměně, kterou za ně získá, si bude moci alespoň na splátky koupit živé zvíře, po kterém touží, protože má jenom elektrickou ovečku. Doufá také, že jeho koupě pomůže jeho ženě Iran od depresí.
Androidy, které má Deckard poslat na odpočinek, vyrábí Rosenova společnost ze Seattlu. Cílem společnosti je, aby byli androidi od člověka nerozeznatelní jakýmkoliv testem, i když je tato snaha v rozporu se zákonem. Pověří také androidku Rachel chránit androidy sváděním jejich lovců, protože sex s androidem vytvoří u člověka něco na způsob empatického pouta, které lovcům brání androidy zneškodňovat.
Během své mise se Deckard seznámí s naprosto bezohledným nájemným lovcem androidů Philem Reschem, který se například ve vztahu k androidkám řídí zásadou „Nejdřív s nimi jdi do postele a pak je pošli na odpočinek“. Deckard však není takový chladnokrevný lovec. Má pochyby o sobě samém a také o vyřazování androidů z provozu, protože se chovají jako lidé, a Reschovy názory jej nutí k dalšímu zamyšlení. Když chce vyřadit z provozu androidku, působící jako vynikající operní pěvkyně, je nečekaně zatčen a odveden na policejní oddělení, o kterém do té doby neslyšel. Brzy zjistí, že jde o paralelní policii plně infiltrovanou androidy. Její velitel dokonce Deckarda obviní z toho, že je android. Resch velitele zastřelí a s Deckardem uprchne. Ačkoliv nyní pracují spolu, jeden druhého podezírá, že je android, i když to testy nepotvrzují.
Protože Deckard zlikvidoval již tři androidy, může z odměny koupit své ženě nubijskou kozu. Seznámí se a zamiluje se do Rachel, brzy ale zjistí, že spala i s jinými lovci a opustí ji. Přestože má o své práci velké pochybnosti, přemůže se, dokončí svůj úkol a vyčerpaný se vrátí domů. Tam najde plačící Iran, protože Rachel mezitím, co nebyl doma, zabila jeho živou kozu.

## Filmové adaptace
- Blade Runner (1982), americký film, režie Ridley Scott, v hlavní roli Harrison Ford.
- Blade Runner 2049 (2017), americký film, režie Denis Villeneuve, pokračování filmu Blade Runner založené na postavách z knihy, hlavních rolích Ryan Gosling a Harrison Ford.

## Pokračování
Především díky obrovskému ohlasu filmu Blade Runer vznikla tři pokračování, jejichž autorem je americký spisovatel Kewin Wayne Jeter. Androidi jsou zde nazýváni replikanty podobně jako ve filmu. Hlavními hrdiny pokračování je Rick Deckard a replikantka Rachel, kterou se Deckard snaží zoufale zachránit neboť i její život je omezen na pouhé čtyři roky. Jedná se o tyto romány:
- Blade Runner 2: The Edge of Human (1995, Blade Runner 2 – Hranice lidskosti).
- Blade Runner 3: Replicant Night (1996, Blade Runner 3 – Noc replikantů)
- Blade Runner 4: Eye and Talon (2000, Blade Runner 4 – Oko a dráp).

## Česká vydání
- Blade Runner: Sní androidi o elektrických ovečkách?, Winston Smith, Praha 1993, přeložila Linda Bartošková.
- Blade Runner 2 – Hranice lidskosti, AF 167, Kuřim 1997, přeložil Jiří T. Pelech.
- Blade Runner 3 – Noc replikantů, AF 167, Kuřim 1998, přeložil Jiří T. Pelech.
- Blade Runner: Sní androidi o elektrických ovečkách?, Argo, Praha 2004, přeložila Linda Bartošková.
- Blade Runner: Sní androidi o elektrických ovečkách?, Argo, Praha 2017, přeložila Linda Bartošková.